# Gorno-Altajsk
Gorno-Altajsk (ruski: Горно-Алтайск) je grad u Rusiji. Glavni je grad Republike Altaj (pripada Sibirskom saveznom okrugu) u južnom Sibiru, 3641 km istočno od Moskve. 

## Zemljopisni smještaj
Ovaj jedini grad u Altajskoj republici se nalazi u uskoj dolini Majma, u podnožju gorja Altaja, na 52°57' sjeverne zemljopisne širine i 86°06' istočne zemljopisne dužine, na sjeverozapadnom dijelu te republike.

## Stanovništvo
Broj stanovnika: 53.100 (2001.)

## Povijest
Ruski misionari koji su stigli u dolinu 1830. godine, naišli su na malo naselje Ulala, koje se sastojalo od 19 domorodačkih i 3 ruske obitelji. Iduće godine Ulala je izabrana kao mjestu prve ruske ortodoksne misije na Altaju, i ruski doseljenici su počeli doseljavati u ovo selo. 
Kada je Ojrotska autonomna oblast bila stvorena 1922., Ulala je bila njen glavni grad. 1928. godine, selo je postalo gradom, a 1932. mu je ime promijenjeno u Ojrot-Tura. 1948. godine, vlasti su konačno shvatila da domaća plemena sebe zapravo ne nazivaju Ojrotima, pa je ime upravne jedinice prepravljeno u Gornjoaltajska autonomna oblast ("Autonomna oblast gorskog kraja"), a istovremeno je i njen glavni grad dobio takvo ime.
U Gornom Altajsku ima nešto industrije, zračna luka, kazalište, sveučilište i regionalni muzej. Udaljen je 96 km od najbliže željezničke postaje koja se nalazi u Bijsku.
Vremenska zona:Moskovsko vrijeme+3

## Vanjske poveznice
- Gorno-Altajski portal
- Novosti iz Gornog Altajska
- Gorno-Altajsko ekonomsko sveučilište  Arhivirana inačica izvorne stranice od 24. studenoga 2020. (Wayback Machine)